# 佩里鎮區 (北達科他州卡弗利爾縣)
佩里鎮區（英語：Perry Township）是位於美國北達科他州卡弗利爾縣的一個鎮區。

## 地方資料
佩里鎮區的面積為93.33平方千米，當中陸地面積為92.80平方千米，而水域面積為0.53平方千米。根據2020年美國人口普查的數據，當地共有人口44人，而人口密度為每平方千米0.47人。